# 幼児洗礼

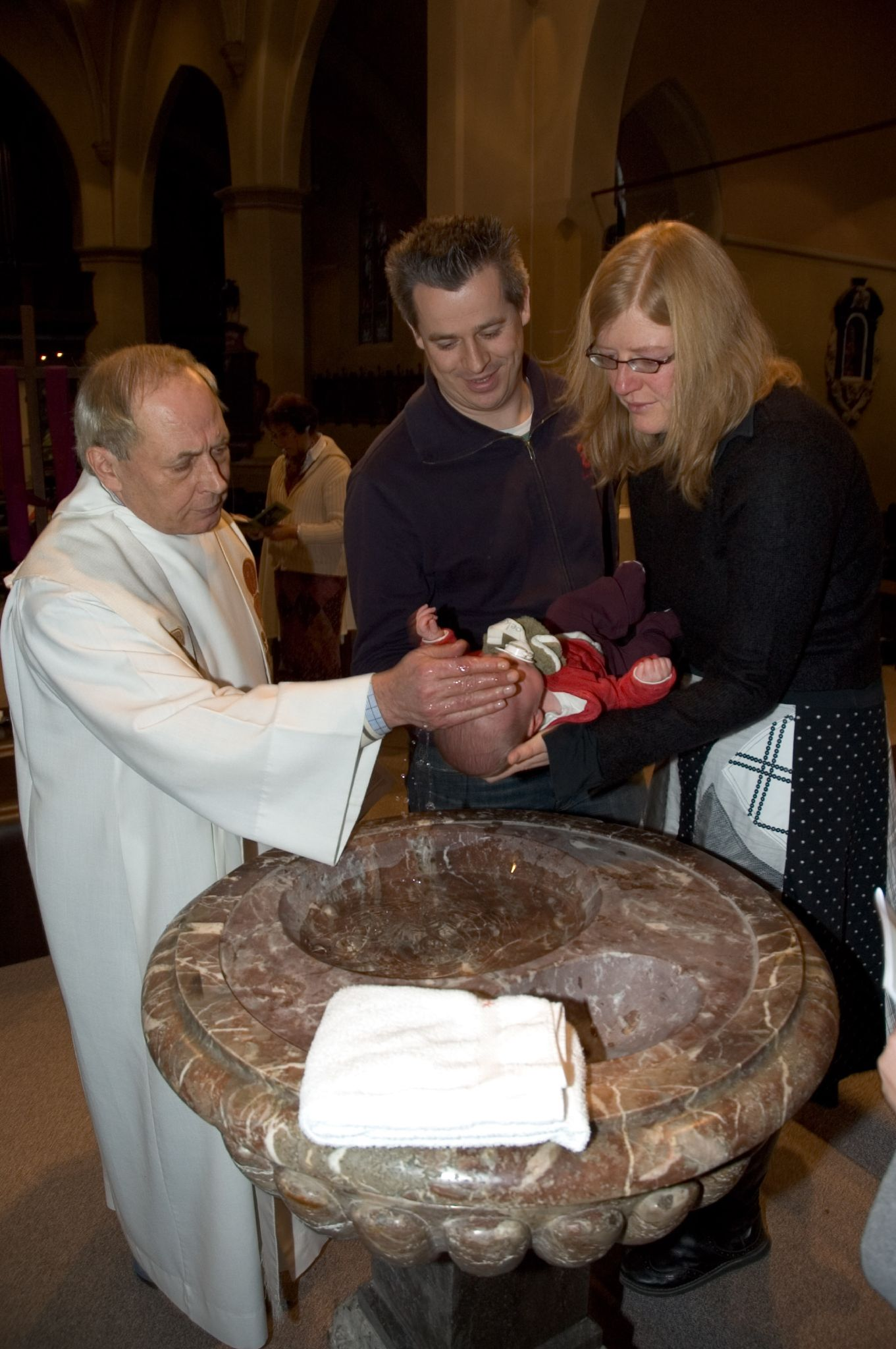
灌水礼形式による幼児洗礼

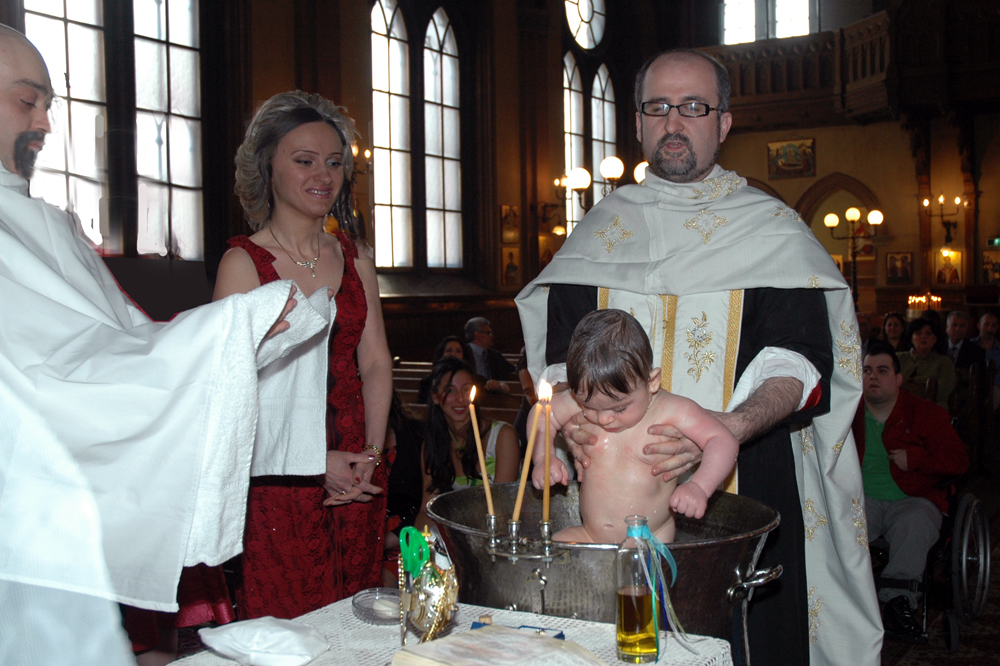
正教会における幼児洗礼。浸礼形式で行われている。

小児洗礼（しょうにせんれい）、幼児洗礼（ようじせんれい）とは、キリスト教の秘蹟・機密・聖奠・礼典と位置付けられる洗礼のうち、幼児・小児への洗礼を言う。
神学上の議論では、しばしば「子」を意味するpedobaptism、と呼ばれる。幼児洗礼は、ラテン語の信条を意味するcredoクレドの「私は信じる」に由来して「信仰者のバプテスマ」（credobaptism）と呼ばれる、しばしば成人が受ける洗礼と対比される。
以下に幼児洗礼を行う教派と行わない教派の一覧を挙げるが、洗礼の伝統を有する代表的な教会の一覧であり、そもそも洗礼の伝統が無い無教会やキリスト教系新宗教などは含まれて居ない事に注意されたい。

## 幼児洗礼・小児洗礼を行う伝統を持つ教派

### 東方教会
- 正教会
- 東方諸教会
  - 非カルケドン派
  - アッシリア東方教会

### 西方教会
- カトリック教会
- 聖公会
- ルーテル教会
- 改革派教会
- 長老派教会
- メソジスト

幼児洗礼を行う宗派は同時に堅信式を行うこと認める立場と、堅信式をある程度の年齢になってから行う立場の二種がある。後者の場合堅信の儀を終えるまでは正式な信徒として見なされないとされる。

## 幼児洗礼・小児洗礼を認めない伝統を持つプロテスタント諸派
- バプテスト教会
- ほとんどのペンテコステ派
- アーミッシュ
- プリマス・ブレザレン
- セブンスデー・アドベンチスト教会
- アルミニウス派

幼児洗礼を行わない教派の主張は子どもの信教の自由保護の観点から、自己決定能力が確立してから入信させるべきというものである。なお、日本のプロテスタントの合同教会である日本基督教団では各教会の方針や牧師によって、幼児洗礼を行うかどうかに相違がある。エキュメニカル派と区別される福音派の日本福音同盟においても教会ごとに相違があるが、新生した者がバプテスマを受けるべきであるとする教理から、福音派では小児洗礼を行わない教会の方が若干多い。

## 洗礼式
洗礼式の詳細はキリスト教の教派によって異なる。

### 正教会
正教会では成人の洗礼は灌水礼で行う事が一般的であるが、幼児洗礼は浸礼形式で行う事が一般的である。
祈祷文・奉神礼の構成に成人のものと違いは無く、聖体礼儀の直前に行われる。受洗者が言葉を覚えていない幼児である場合、唱えるべき祈祷文の箇所は代父母（だいふぼ・精神的な養育に当たる信徒）が代読する。洗礼の際に着用した洗礼着は大切に保存され、永眠した後の埋葬時に洗礼着も遺体と共に埋葬する習慣がある。

### 西方教会
カトリック教会、聖公会、ほか一部のプロテスタント教会での幼児洗礼は、成人の洗礼と同様、多くは典礼、礼拝に続いて行われる。典型的な幼児洗礼式では、子供が両親に抱かれ、牧者、聖職者、牧師、会衆の前に進み出る。洗礼司式者は、水を注ぎながら「父と、子と、聖霊の御名によって、洗礼（バプテスマ）を授ける」（マタイによる福音書28:19）と言う。カトリックの伝統では浸礼によってこれを行うとされるが、現状では頭部に水を注ぎかける滴礼式・灌水式の方が一般的に行われる。
必須ではないが、多くの両親と代父母は洗礼ドレス（w:Christening gown）と呼ばれる白いガウンを幼児に着せる。洗礼着はその家庭に代々伝わる大事な品となる。

## 歴史
幼児洗礼が最初に行われた時期について、学者の間で意見が異なっている。ある学者は初期のクリスチャンが幼児洗礼を行わなかったと考える。他の学者は使徒行伝10:24、10:47-48、11：14、16:15、16:33、18:8、第一コリント1:16に、家族全体に洗礼を授けた記事があることから、幼児や小児がその中に含まれたと考える。また幼児・小児洗礼を行う教会では、洗礼は割礼と軌を一にするものと考えられている。その根拠聖句はコロサイ2:11-12、ローマ4:9-12である。
洗礼について書かれた聖書以外の文献では、100年頃のディダケーに記述がある。ディダケーでは受洗前の断食を命じており、幼児洗礼ではなく成人洗礼について述べていると考えられる。2-3世紀の文書は、幼児に洗礼を授けたことを示している。エイレナイオスの記述は幼児への洗礼を含んでいる。オリゲネスは幼児洗礼を「使徒の言い伝え」と呼んでいる。カルタゴ公会（4世紀）規程第124項には「自分自身では罪を犯していないが、原罪から解放されるべき幼児や新生児に洗礼を授ける必要性を否定する者を破門する。」という規定がある。